# 丹羽敏雄
丹羽敏雄（にわ としお、1943年9月17日 - ）は、日本の数学者、オイリュトミー研究家、津田塾大学名誉教授。

## 略歴
大阪生まれ。戦後満州からの引き上げの後、幼少期を丹波市(天理市)で、小中学時代を奈良市で過ごす。京都大学理学部で数学を専攻。78年「1次元無限系の時間相関関数」で理学博士。津田塾大学助教授、教授を務め、2014年定年、名誉教授。大学時代ゲーテの『ファウスト』に出会い大きな影響を受ける。37歳ごろシュタイナーの人智学に出会う。数学の研究、教育の傍ら、オイリュトミーに熱中。人智学をドイツ、イギリスなどで学ぶ。

## 著書
- 『力学系』紀伊国屋書店 1981
- 『微分方程式と力学系の理論入門 非線形現象の解析にむけて』遊星社 1988
- 『ベクトル解析 場の量の解析』朝倉書店 1989
- 『微分積分』日本評論社 1992
- 『沈黙のコスモロジー』遊星社 1994
- 『4次元世界の線形代数』共立出版 1996
- 『数学は世界を解明できるか カオスと予定調和』1999 中公新書
- 『星々と木々 ゲーテ・シュタイナー科学への道』涼風書林 2011
- 『シュタイナーの老年学 老いることの秘密』涼風書林 2013
- 『百合と薔薇 ゲーテ=シュタイナー的自然観察への誘い』涼風書林 2016

共著
- 『数理モデルとカオス』長岡亮介共著 放送大学教育振興会 2005

### 翻訳
- S.ウィギンス『非線形の力学系とカオス』監訳 シュプリンガー・フェアラーク東京 1992
- ベングト・ウリーン『シュタイナー学校の数学読本 数学が自由なこころをはぐくむ』森章吾共訳 三省堂 1995　のちちくま学芸文庫
- アンドレ・ヴェイユ『初学者のための整数論』片山孝次, 田中茂,長岡一昭共訳 現代数学社、1995　のちちくま学芸文庫
- マーガレット・コフーン著,アクセル・エウォルド画『植物への新しいまなざし ゲーテ=シュタイナー的植物観察術』涼風書林 2006
- ベルナード・リーヴァフッド『境域に立つ 2 (シュタイナー精神医学への道)』涼風書林 2008
- ベルナード・リーヴァフッド『境域に立つ 1 (現代人の危機と人智学)』涼風書林 2008
- ベルナード・リーヴァフッド『魂の救済 三人の偉大な人類の指導者の協働活動』涼風書林 2015
- エルンスト・マルティ著,イルムガルト・ロッスマン編『エーテルと生命力 アントロポゾフィーによる自然科学の拡張』涼風書林 2015
- ベルナード・リーヴァフッド『アントロポゾフィーの礎』涼風書林 2017

## 論文
- <丹羽敏雄